# 王觀 (宋朝)
王觀（？—？），字通叟，淮南路如皋（今屬江蘇）人。

## 生平
祖王載、父王惟清。宋仁宗嘉佑二年（1057年）進士，能填詞，代表作有《卜算子》，其他還有《临江仙》、《高阳台》等。宋神宗時官至翰林學士，因所賦《清平樂》詞有“黃金殿裡，燭影雙龍戲。勸得官家真個醉，進酒猶呼萬歲。”之戲語忤怒高太后，高太后卻以為王觀在褻瀆神宗，因而被罷職，遂自號“逐客”。與高邮秦观时人称“二观”。熙宁八年（1075年）为大理寺丞、知江都县事。元豐二年十二月二十七日（1080年1月21日）因受賄獲罪，除名永州（今湖南零陵）編管。

## 著作
著有《冠柳集》，早佚，有趙萬里辑本。